# نووی کانال
نووی کانال (انگلیسی: Novyi Kanal) شرکت رسانه‌ای اوکراینی است، که در سال ۱۹۹۸ تأسیس شد.